# Qianjiang (Hubei)
Qianjiang er en By på amtsniveau i provinsen Hubei i det centrale Kina. Den er direkte underlagt provinsregeringen i Wuhan. 
Qianjiang har et areal på 2.004km² og en befolkning på omkring 1 million mennesker (2007). 

## Trafik
Kinas rigsvej 318, en af Kinas længste hovedveje, løber gennem området. Den begynder i Shanghai og fører blandt andet gennem Wuhan og Chengdu på sin vej ind i Tibet og Lhasa og helt frem til en kinesisk grænseovergang til Nepal i Zhangmu.

## Historie
Qianjiang var et tidligt center for den kinesiske oldtidsstat Chu.
Qianjiang blev gjort til amt i 965, under Song-dynastiet. 